# The Unorthodox
The Unorthodox (Hebreeuws: הבלתי רשמיים) is een Israëlische televisiedrama over de oprichting van de Shas-partij in de jaren '80 in Jeruzalem. De film opende het Filmfestival van Jeruzalem 2018. Dit is Shuli Rand's eerste filmrol na een afwezigheid van 15 jaar op het grote scherm sinds zijn vorige rol in Ushpizin. 

## Cast
- Shuli Rand als Yaakov Cohen